# Hatzbach
Hatzbach ist ein Stadtteil von Stadtallendorf im mittelhessischen Landkreis Marburg-Biedenkopf.

## Geographie
Hatzbach liegt im Übergangsbereich der Gilserberger Höhen zum Neustädter Sattel, etwa 5,5 km (Luftlinie) nördlich vom Stadtallendorfer Hauptort. Nachbarorte sind Speckswinkel (Neustadt) im Ostsüdosten, Hatzbach (Stadtallendorf) im Südsüdosten, Emsdorf (Kirchhain) im Südwesten und Wolferode (Stadtallendorf) im Nordwesten. Nordnordöstlich des auf 249 bis 275 m Höhe gelegenen Hatzbach erhebt sich der zu den Gilserberger Höhen gehörende Wetzstein (358,5 m). Im Dorf mündet der kleine Wildenbach in den Wohra-Zufluss Hatzbach.

## Geschichte

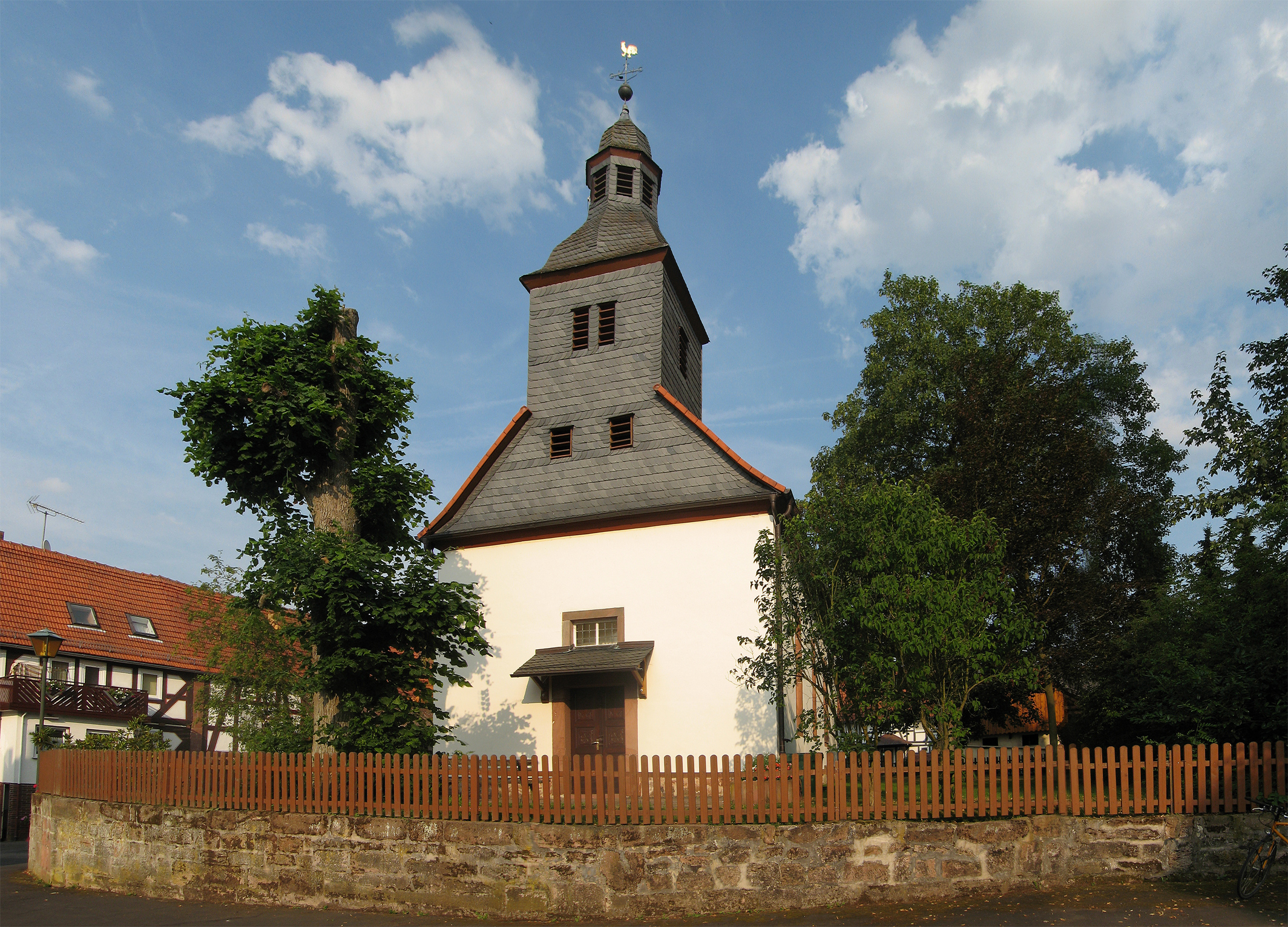
Hatzbacher Kirche

### Ortsgeschichte
Die älteste bekannte schriftliche Erwähnung von Hatzbach erfolgte im Jahr 1262 in einer Urkunde des Klosters Haina. Spätestens im 14. Jahrhundert entstand die Burg Hatzbach. Burg und Dorf wurden von den Grafen von Ziegenhain um diese Zeit an die Knoblauch zu Hatzbach als Lehen gegeben. Ein freiadliger Gutshof der Knoblauch zu Hatzbach befindet sich heute in Privatbesitz. Die Hatzbacher Kirche wurde um 1490 erbaut.
Zum 31. Dezember 1971 wurde die bis dahin selbständige Gemeinde Hatzbach in die Stadt Allendorf, Landkreis Marburg (damalige amtliche Bezeichnung der Stadt) eingegliedert. Für Hatzbach wurde ein Ortsbezirk eingerichtet.

### Verwaltungsgeschichte im Überblick
Die folgende Liste zeigt die Staaten und Verwaltungseinheiten, denen Hatzbach angehört(e):
- vor 1567: Heiliges Römisches Reich, Landgrafschaft Hessen, Amt Rauschenberg[7]
- ab 1567: Heiliges Römisches Reich, Landgrafschaft Hessen-Marburg, Amt Rauschenberg[8]
- 1604–1648: Heiliges Römisches Reich, strittig zwischen Landgrafschaft Hessen-Darmstadt und Landgrafschaft Hessen-Kassel (Hessenkrieg)
- ab 1648: Heiliges Römisches Reich, Landgrafschaft Hessen-Kassel, Amt Rauschenberg
- ab 1806: Landgrafschaft Hessen-Kassel, Amt Rauschenberg
- 1807–1813: Königreich Westphalen, Departement der Werra, Distrikt Marburg, Kanton Rauschenberg
- ab 1815: Kurfürstentum Hessen, Amt Rauschenberg[9]
- ab 1821: Kurfürstentum Hessen, Provinz Oberhessen, Kreis Kirchhain[10][Anm. 2]
- ab 1848: Kurfürstentum Hessen, Bezirk Marburg
- ab 1851: Kurfürstentum Hessen, Provinz Oberhessen, Kreis Kirchhain
- ab 1866: Königreich Preußen, Provinz Hessen-Nassau, Regierungsbezirk Kassel, Kreis Kirchhain
- ab 1871: Deutsches Reich, Königreich Preußen, Provinz Hessen-Nassau, Regierungsbezirk Kassel, Kreis Kirchhain
- ab 1918: Deutsches Reich, Freistaat Preußen, Provinz Hessen-Nassau, Regierungsbezirk Kassel, Kreis Kirchhain
- ab 1932: Deutsches Reich, Freistaat Preußen, Provinz Hessen-Nassau, Regierungsbezirk Kassel, Kreis Marburg
- ab 1944: Deutsches Reich, Freistaat Preußen, Provinz Kurhessen, Landkreis Marburg
- ab 1945: Deutsches Reich, Amerikanische Besatzungszone, Groß-Hessen, Regierungsbezirk Kassel, Landkreis Marburg
- ab 1946: Deutsches Reich, Amerikanische Besatzungszone, Hessen, Regierungsbezirk Kassel, Landkreis Marburg
- ab 1949: Bundesrepublik Deutschland, Hessen, Regierungsbezirk Kassel, Landkreis Marburg
- ab 1972: Bundesrepublik Deutschland, Hessen, Regierungsbezirk Kassel, Landkreis Marburg,  Stadt Allendorf
- ab 1974: Bundesrepublik Deutschland, Hessen, Regierungsbezirk Kassel, Landkreis Marburg-Biedenkopf, Stadt Allendorf
- ab 1977: Bundesrepublik Deutschland, Hessen, Regierungsbezirk Kassel, Landkreis Marburg-Biedenkopf, Stadt Stadtallendorf
- ab 1981: Bundesrepublik Deutschland, Hessen, Regierungsbezirk Gießen, Landkreis Marburg-Biedenkopf, Stadt Stadtallendorf

## Bevölkerung

### Einwohnerstruktur 2011
Nach den Erhebungen des Zensus 2011 lebten am Stichtag dem 9. Mai 2011 in Hatzbach 546 Einwohner. Darunter waren 12 (2,2 %) Ausländer.
Nach dem Lebensalter waren 99 Einwohner unter 18 Jahren, 234 zwischen 18 und 49, 105 zwischen 50 und 64 und 105 Einwohner waren älter. Die Einwohner lebten in 201 Haushalten. Davon waren 30 Singlehaushalte, 63 Paare ohne Kinder und 87 Paare mit Kindern, sowie 15 Alleinerziehende und 6 Wohngemeinschaften. In 30 Haushalten lebten ausschließlich Senioren und in 132 Haushaltungen lebten keine Senioren.

### Einwohnerentwicklung
Quelle: Historisches Ortslexikon
- 1577: 24 (davon 22 landgräflich) Hausgesesse
- 1629: 28 Hintersassen, 4 Juden
- 1681: 18 hausgesessene Mannschaften (landgräflicher Anteil)
- 1747: 47 Haushalte
- 1838: Familien: 48 nutzungsberechtigte, 9 nicht nutzungsberechtigte Ortsbürger, 18 Beisassen

| Hatzbach: Einwohnerzahlen von 1785 bis 2011 | Hatzbach: Einwohnerzahlen von 1785 bis 2011 | Hatzbach: Einwohnerzahlen von 1785 bis 2011 | Hatzbach: Einwohnerzahlen von 1785 bis 2011 | Hatzbach: Einwohnerzahlen von 1785 bis 2011 |
| --- | ------------------------------------------- | ------------------------------------------- | ------------------------------------------- | ------------------------------------------- |
| Jahr |                                             |                                             |                                             | Einwohner                                   |
| 1785 | 1785                                        |                                             | 321                                         | 321                                         |
| 1800 | 1800                                        |                                             | ?                                           | ?                                           |
| 1834 | 1834                                        |                                             | 429                                         | 429                                         |
| 1840 | 1840                                        |                                             | 446                                         | 446                                         |
| 1846 | 1846                                        |                                             | 443                                         | 443                                         |
| 1852 | 1852                                        |                                             | 439                                         | 439                                         |
| 1858 | 1858                                        |                                             | 432                                         | 432                                         |
| 1864 | 1864                                        |                                             | 439                                         | 439                                         |
| 1871 | 1871                                        |                                             | 402                                         | 402                                         |
| 1875 | 1875                                        |                                             | 406                                         | 406                                         |
| 1885 | 1885                                        |                                             | 399                                         | 399                                         |
| 1895 | 1895                                        |                                             | 417                                         | 417                                         |
| 1905 | 1905                                        |                                             | 422                                         | 422                                         |
| 1910 | 1910                                        |                                             | 422                                         | 422                                         |
| 1925 | 1925                                        |                                             | 387                                         | 387                                         |
| 1939 | 1939                                        |                                             | 380                                         | 380                                         |
| 1946 | 1946                                        |                                             | 581                                         | 581                                         |
| 1950 | 1950                                        |                                             | 546                                         | 546                                         |
| 1956 | 1956                                        |                                             | 466                                         | 466                                         |
| 1961 | 1961                                        |                                             | 454                                         | 454                                         |
| 1967 | 1967                                        |                                             | 473                                         | 473                                         |
| 1980 | 1980                                        |                                             | ?                                           | ?                                           |
| 1990 | 1990                                        |                                             | ?                                           | ?                                           |
| 2000 | 2000                                        |                                             | ?                                           | ?                                           |
| 2011 | 2011                                        |                                             | 546                                         | 546                                         |
| Datenquelle: Historisches Gemeindeverzeichnis für Hessen: Die Bevölkerung der Gemeinden 1834 bis 1967. Wiesbaden: Hessisches Statistisches Landesamt, 1968. Weitere Quellen: LAGIS; Zensus 2011 |                                             |                                             |                                             |                                             |

### Historische Religionszugehörigkeit
Quelle: Historisches Ortslexikon
- 1861: 251 evangelisch-lutherische, 127 evangelisch-reformierte, 6 katholische, 63 jüdische Einwohner
- 1885: 352 evangelische (= 88,20 %), ein katholischer (= 0,25 %) und 46 jüdische (= 11,53 %) Einwohner
- 1961: 437 evangelische (= 96,26 %), 12 römisch-katholische (= 2,64 %) Einwohner

### Historische Erwerbstätigkeit
Quelle: Historisches Ortslexikon
- 1785: 1 Schmied, 2 Maurer, 2 Schneider, 1 Leineweber, 1 Wirt, 1 Müllerin, 6 Schweinehändler, 2 Lohnschäfer, 1 Handelsjude, 5 Tagelöhner (-innen)
- 1838: Familien: 44 Ackerbau, 14 Gewerbe, 18 Tagelöhner
- 1961: Erwerbspersonen: 199 Land- und Forstwirtschaft, 90 Produzierendes Gewerbe, 11 Handel und Verkehr, 8 Dienstleistungen und Sonstiges.

## Politik
Für Hatzbach besteht ein Ortsbezirk mit Ortsbeirat und Ortsvorsteher nach der Hessischen Gemeindeordnung. Er umfasst das Gebiet der ehemaligen Gemeinde Hatzbach.
Der Ortsbeirat besteht aus fünf Mitgliedern. Bei den Kommunalwahlen in Hessen 2021 betrug die Wahlbeteiligung zum Ortsbeirat 67,11 %. Alle Kandidaten gehörten der  „Bürgerliste Hatzbach“ an. Der Ortsbeirat wählte Wolfgang Dippel zum Ortsvorsteher.

## Infrastruktur

### Öffentliche Einrichtungen
In Hatzbach gibt es ein Bürgerhaus und einen städtischen Kindergarten.

### Verkehr
Durch Hatzbach führt die Landesstraße 3071 (Wolferode–Hatzbach–Speckswinkel), von der etwas ostsüdöstlich vom Dorf die L 3290 in Richtung Erksdorf (und dann weiter nach Stadtallendorf) und am südwestlichen Ortsrand die Kreisstraße 14 in Richtung Emsdorf abzweigen. Der öffentliche Personennahverkehr wird durch eine Stadtbusverbindung nach Stadtallendorf sichergestellt.

## Persönlichkeiten
- Hans Caspar von Knoblauch zu Hatzbach (1719–1793), hessischer Generalmajor